# Quiqueck & Hämat – Proll Out
Quiqueck & Hämat – Proll Out ist ein deutscher Independent-Computeranimationsfilm, der von Thomas Zeug – mit Ausnahme der Musik und diversen Synchronisationen – komplett selbst hergestellt wurde. Der Film, der auch in 3D veröffentlicht wurde, enthält Elemente der Genres Komödie und Science-Fiction.

## Handlung
Quiqueck und Hämat sind zwei Außerirdische vom Planeten Quiquill. Sie wurden vom nebulanischen Bund, einer interstellaren Vereinigung mehrerer Welten, mit der Mission betraut, im Orbit der Erde den Planeten und dessen Bewohner zu beobachten.
Während Quiqueck als Captain einen faulen und verantwortungslosen Führungsstil pflegt, muss Hämat als Erster Offizier meist die unangenehme Arbeit auf ihrem Schiff, der QSS Bulldock, erledigen und ist meist dementsprechend genervt. Der ramponierte Zustand ihres Schiffes trägt dazu nicht wirklich zu einer streitfreien Umgebung bei.
Infolge einer ihrer unzähligen Meinungsverschiedenheiten übersehen sie eine Warnmeldung der Raumflotte vor Prollianern, eine rebellische und kampflustige Rasse pöbelnder Zyklopen. Es kommt zum Kampf zwischen den beiden Schiffen, bei dem in wilden Verfolgungsjagden und actionreichen Gefechten auch die Erde in Mitleidenschaft gezogen wird. Letztendlich können sie die Prollianer austricksen und besiegen. Mit ihrem schwer beschädigten Schiff machen sich Quiqueck und Hämat auf den Weg zu ihrem Heimatplaneten.
In einer Szene nach dem Abspann öffnet Hämat die Luftschleuse des Raumschiffs, sodass die entstandene Unordnung durch den Sog „entsorgt“ wird. Quiqueck, den der Sog unerwartet trifft, wird dabei mitgerissen und bleibt in der Schleuse, jeweils zur Hälfte im Weltraum und im Schiff, eingeklemmt.

## Produktion
Der Film wurde zum Großteil allein von Thomas Zeug in seiner Freizeit produziert und basiert auf einer Hörspielserie, die Zeug für einen Webradiosender entwickelte. Knapp fünf Jahre dauerte die komplette Produktion. Dabei wurden, wie bei Computeranimationsfilmen üblich, die Dialoge vor der eigentlichen Animation aufgezeichnet. Die titelgebenden Helden wurden wie in der Audioserie vom Macher selbst gesprochen. Für die Stimmen der bösen Prollianer konnte der bekannte Synchronsprecher Santiago Ziesmer gewonnen werden.
Die computeranimierten Szenen, die auch in 3D gerendert wurden, entstanden in Cinema 4D und wurden mit Adobe After Effects nachbearbeitet. Zeug, der schon vorher Animationskurzfilme erstellt hat, brachte sich das nötige Know-how im Laufe der Zeit selbst bei.
Zeug sagte, er „macht [den Film] gerne. Jeder, der sich schon einmal kreativ ausgelebt hat […], der weiß, wie es ist: Da steckt […] Leidenschaft drin und damit kann man nicht einfach aufhören.“
Komponist Florian Linckus arbeitete mehrere Monate an der Filmmusik. Dabei bekamen Pro- wie Antagonisten ihre eigenen musikalischen Themen, die im Film regelmäßig wiederkehren.

## Veröffentlichung
Während der Produktion des eigentlichen Filmes wurden mehrere Teaser zum Projekt veröffentlicht, die die Hauptfiguren in unterschiedlichen Situationen zeigen. Diese Szenen kommen im fertigen Film nicht vor und wurden eigens für die Teaser produziert.
In mehreren Making-ofs, die Zeug im Laufe der Produktionszeit unter anderem auf YouTube postete, gibt der Macher Einblick in verschiedenste Bereiche der Erstellung des Films.
Am 21. März 2013 wurde der Film in München uraufgeführt und war anschließend bei mehreren Screenings, unter anderem auf der FedCon und einigen Filmfestivals deutschlandweit zu sehen, teilweise in 3D.
2014 wurde Proll Out auf DVD und Blu-ray veröffentlicht. Auf den Disks findet sich eine extra angefertigte bayrische Synchronisation des Films.
Seit 21. März 2016 ist Proll Out kostenlos auf YouTube in einer Special Edition verfügbar.

## Fortsetzung
Die Handlung des Filmes wird in der Animationsserie 2 Aliens (seit 2014) fortgesetzt. Die Serie wurde auf 10 Episoden konzipiert, die auf Filmfestivals gezeigt werden. Bislang sind 5 Episoden fertiggestellt worden (Stand: März 2017). Thomas Zeug, Benjamin Huber und Florian Linckus übernehmen die gleichen Positionen wie im Film wieder.